# Павлов Юрій Олександрович
Юрій Олександрович Павлов (16 квітня 1947, Київ, УРСР, СРСР) — український радянський хокеїст, захисник. Багаторічний капітан київського «Сокола».

## Із біографії
Народився 16 квітня 1947 року в Києві. Хокеєм почав займатися на стадіоні «Старт» спортивного товариства «Авангард». Перший тренер — Володимир Миколайович Балакін. 1963 року в місті був створений клуб «Динамо» і Юрій Павлов був переведений до юнацького складу. До двадцяти років виступав у нападі.
У 1968 році почав виступати за основний склад клубу. Перший гравець «Динамо», який народився в Києві. В чемпіонаті 1969/70 партнери обрали його капітаном команди. В сезоні 1978/79 кияни повернулися до вищої ліги радянського хокею, а для Юрія Павлова він став останнім в кар'єрі. Всього в складі київських «Динамо» і «Сокола» провів три сезони у вищій лізі (77 матчів) і вісім — у першій (370).
По завершенні ігрової кар'єри працював дитячим тренером. Одним з його вихованців є Дмитро Христич.